# Cylloepus sharpi
Cylloepus sharpi is een keversoort uit de familie beekkevers (Elmidae). De wetenschappelijke naam van de soort werd in 1888 gepubliceerd door Antoine Henri Grouvelle.